# منشار قوسي

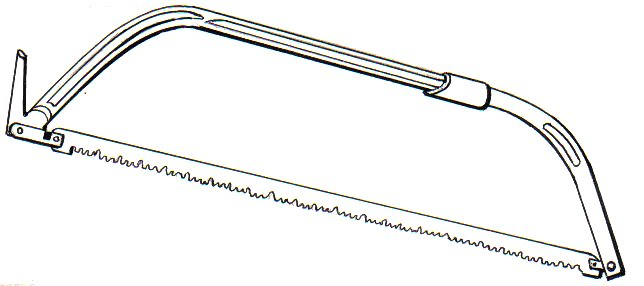
منشار قوسي حديث

منشار قوسي هو منشار بأطار معدني على شكل قوس مع شفرة عرضية طويلة اداة قوية لقطع مقطع عرضي يصل إلى 6 انشويستخدم لنشر المستقيم أو المنحني.

## راجع أيضا
- منشار يدوي
- منشار منحنيات